# Хамирпур (округ, Химачал-Прадеш)
Хамирпур (англ. Hamirpur, хинди हमीरपुर जिला) — округ в индийском штате Химачал-Прадеш. Административный центр округа — город Хамирпур. Хамирпур является самым образованным округом штата и имеет самую высокую в Индии плотность дорог. Образован в 1972 году, в результате отделения от округа Кангра. Площадь 1118 км².
Ранее на территории этого округа правила династия Каточ. Последняя возвысилась в период правления раджи Хамира Чханда (1700—1740). Этот правитель построил форт в Хамирпуре, современный город получил своё название от имени раджи.
Округ разделён на 4 подокруга: Хамирпур, Барсар, Надаун и Бхарандж. В первый входят 2 техсила — Хамирпур и Суджанпур. Остальные состоят только из одного техсила, каждый из которых носит имя соответствующего подокруга. Согласно всеиндийской переписи 2001 года население составляет 412,009 человек (195 971 мужчин, 216 038 женщин). Грамотность составила 83,16 %.

## История
Был выделен из округа Кангра в 1972, история округа связана с династией Каточ. Был частью империи Джаландхар-Тригарта. Панин описывал жителей округа как смелых воинов и бойцов. Даже сейчас хамирпурцы активно вступают в ряды индийской армии в догрский полк, грёнадёрский и джакрифский, а также в военезированные формирования Ассамских стрелков. Они слывут выносливыми и сильными жителями холмов, поэтому, в отличие от отстальных химачальцев (дэв бхуми), их называют «вир бхуми»
Каточская династия процветала при Радже Хамир Чанде, который правил с 1700 по 1740. Радж Хамир Чанд построил форт Хамирпур.

## География
Округ расположен между 76º18' и 76º 44' восточной долготы и между 31º25' и 31º 52' северной широты. Окружной центр, город Хамирпур, находится на высоте 785 метров над уровнем моря.

## Климат
Округ находится ближе к равнинам, поэтому здесь, в отличие от остального Химачала, довольно тёплая зима (люди не носят шерстяную одежду), но жаркое лето (люди предпочитают носить хлопок). Вообще о климате Химачала говорят: «Холмисто и зябко» (на английском в рифму «Hilly & Chilly»), но это не относится к Хамирпуру.

## Административное деление
4 под-округа: Хамирпур, Барсар, Надаун и Брорандж. В Хамирпуре 2 техсила: Хамирпур и Суджанпур. Барсар, Надаун и Бхорандж содержат по одному техсилу: Барсар, Надаун и Бхорандж соответственно.
Пять избирательных округов Видхан Сабха в округе: Бхорандж, Суджанпур, Хамирпур, Надаун и Барсар. Все они части избирательного округа Хамирпур Лок Сабха.

## Демография
Население округа 412 009 (мужчин 195 971, женщин 216 038) (перепись, 2001). Грамотность 83,16 % (перепись, 2001). Есть известная деревня Кудхар, в 3 км от Слоуни. Деревню прославили молодые люди, постоянно помогающие соседям в случае аварий и катастроф.